# Vitrine
Pour les articles homonymes, voir Vitrine (homonymie).
Une vitrine est l'espace aménagé d'un magasin rendant visible depuis la voie publique ou les allées intérieures les articles en vente ou les services fournis dans ce commerce.
Le plus souvent garnie de mannequins lorsqu'il s'agit d'une boutique de vêtements, les vitrines sont généralement composées d'une grande plaque de verre qui lors de l'invention du verre plat a révolutionné le commerce de détail et a créé une forte demande de mannequins pour les étalages. Lors de manifestations, les vitrines font parfois une cible de choix pour les casseurs.
L'étalagiste est la personne chargée de mettre en valeur les marchandises dans des vitrines.

## Symbolique
- Symbole de consommation :

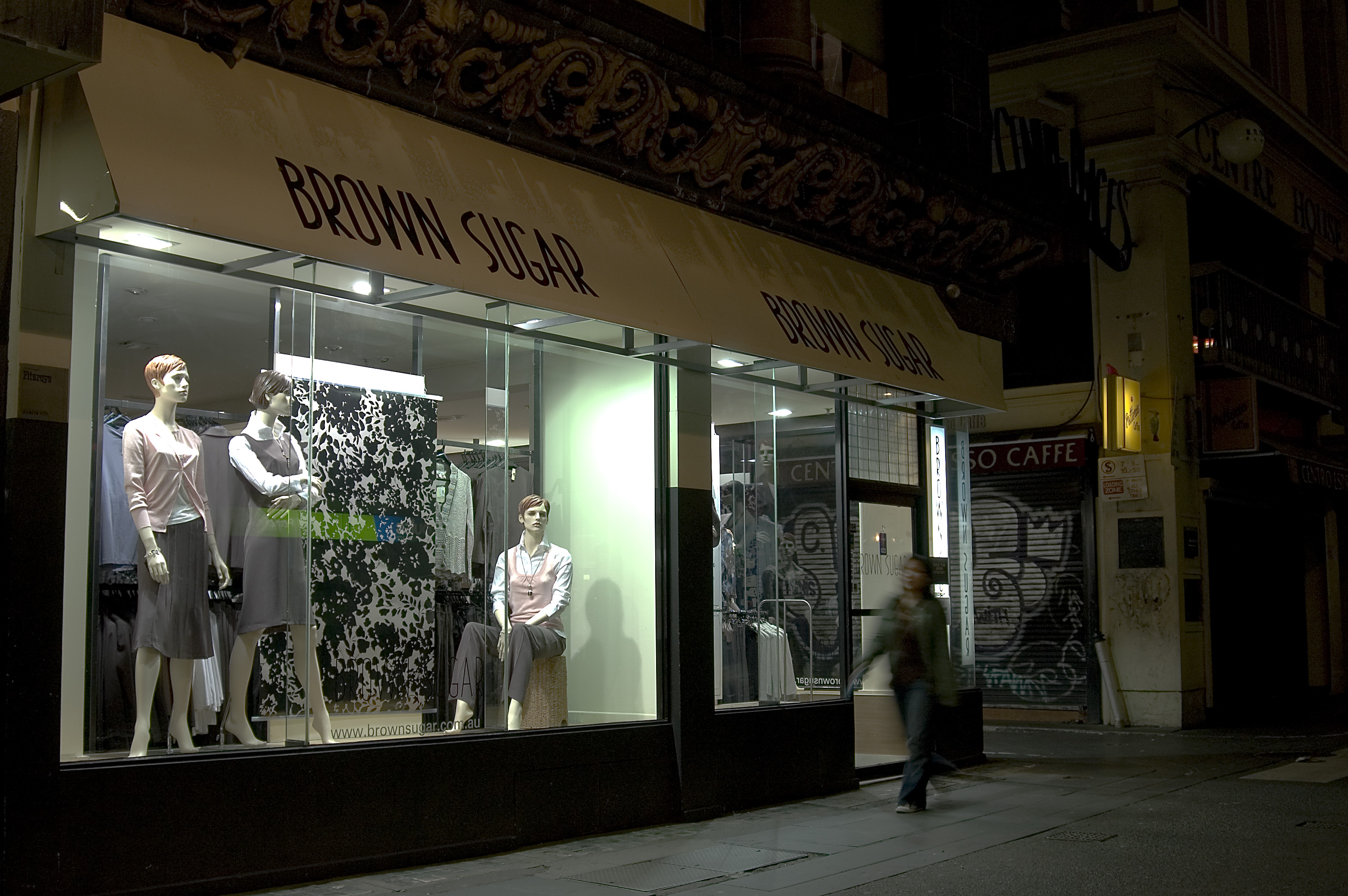
Vitrine à Melbourne

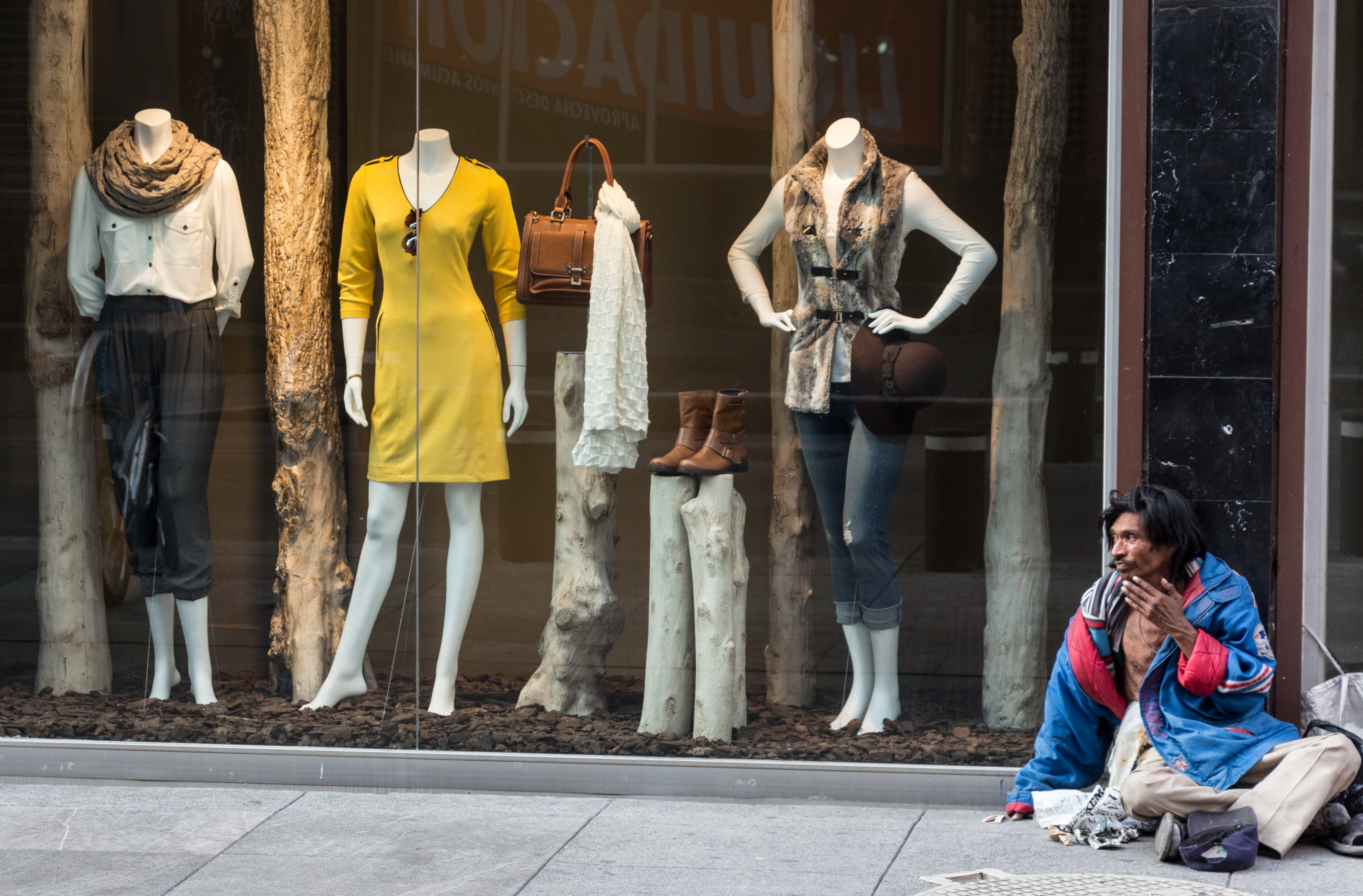
Vitrine et mendicité, à Mexico. Octobre 2014.

Les vitrines sont perçues comme un appel parfois indécent à la consommation inutile, à la débauche de la mode, du superflu mais plus souvent elles attirent les clients qui peuvent faire du lèche-vitrines même quand le magasin est fermé.